# 烏骨廼
烏古廼（1021年—1074年，即遼太平元年—遼咸雍十年），又譯作胡來、术乃，完顏石魯之長子。
金熙宗即位後，天会十四年（1136年），追上諡號為惠桓皇帝，廟號為景祖，皇統四年（1144年），稱他的埋葬地為定陵，皇統五年（1145年），增諡為景祖英烈惠桓皇帝。

## 生平
烏古廼是女真完顏部的酋長，從他起完顏部開始在女真諸部落里逐漸占支配地位。其出身非常有傳奇色彩，其父昭祖完顏石魯開始久不育，求巫師占卜，預言了長男兩女再一次男的順序，并說次男“不良”，不要為好。結果果然按此次序得子女四人。次男完顏烏骨出成人后酗酒成性，并常常頂撞其母徒单氏。后來烏骨廼和徒单氏以巫師的預言為依据合謀殺了烏骨出。
约辽兴宗时，完颜部和白山、耶悔、统门、耶懒、土骨论及五国部等建立松散的部落联盟，史称“烏古廼联盟”，烏古廼被推为诸部长。设国相辅佐理政，以五国蒲聂部节度使拔乙门起兵反辽，朝贡海东青的鹰路不通，计捕拔乙门，献于辽朝，辽朝封他为生女真部族节度使。置官属，立纪纲，从邻族换取大量铁器，制作弓箭器械。从此，完颜部势力益盛，斡泯水蒲察部、泰神忒保水完颜部、统门水温迪痕部、神隐水完颜部相继加入部落联盟。1072年（辽道宗咸雍八年），五国没撚部谢野起兵反辽，断绝鹰路，他率部兵击败。
烏古廼喜愛二儿子完顏劾里鉢（金世祖）的胆勇材略，所以劾里鉢的后代在金國的政治中占統治地位。當儿子們都長大成人時，按女真習俗應當各自搬到不同的宮邸中生活，但烏古廼讓長子完顏劾者与次子完顏劾里鉢同邸，由劾者专治家务，劾里鉢主外事。這是以后劾者之子孫完顏撒改，完顏宗翰長期擔任國論勃极烈（相當于國相）一職，而劾里鉢之子完顏阿骨打，完顏吳乞買成為皇帝的一個直接原因。

## 家庭
- 昭肃皇后唐括氏，名多保真[3]
  - 韩国公完顏劾者
  - 金世祖完顏劾里鉢
  - 沂国公完顏劾孫
  - 金肃宗完顏頗剌淑
  - 金穆宗完顏盈歌

- 次室注思灰（契丹人）
  - 代国公完顏劾真保

- 次室温迪痕氏，名敌本
  - 虞国公完顏麻頗
  - 隋国公完顏阿離合懣
  - 郑国公完顏謾都訶

後裔：完顏冶訶和完顏阿離補